# IC 4890
IC 4890 је спирална галаксија у сазвјежђу Телескоп која се налази на листи објеката дубоког неба у Индекс каталогу.
Деклинација објекта је - 56° 32' 41" а ректасцензија 19h 45m 35,4s. Привидна величина (магнитуда) објекта IC 4890 износи 13,9 а фотографска магнитуда 14,7. IC 4890 је још познат и под ознакама ESO 185-16, AM 1941-564, PGC 63631.